# Lillsjön (Vessige socken, Halland)
Lillsjön är en sjö i Falkenbergs kommun i Halland och ingår i Ätrans huvudavrinningsområde. Sjön har en area på 0,0448 kvadratkilometer och ligger 92,1 meter över havet. Sjön avvattnas av vattendraget Musån.

## Delavrinningsområde
Lillsjön ingår i det delavrinningsområde (632100-131740) som SMHI kallar för Utloppet av Sjösgärdessjön. Medelhöjden är 113 meter över havet och ytan är 4,13 kvadratkilometer. Det finns inga avrinningsområden uppströms utan avrinningsområdet är högsta punkten. Musån som avvattnar avrinningsområdet har biflödesordning 4, vilket innebär att vattnet flödar genom totalt 4 vattendrag innan det når havet efter 30 kilometer. Avrinningsområdet består mestadels av skog (76 procent). Avrinningsområdet har 0,34 kvadratkilometer vattenytor vilket ger det en sjöprocent på 8,1 procent.